# Lago Nordenskjöld
Lago Nordenskjöld är en sjö i Chile. Den ligger i nationalparken Torres del Paine i den sydliga regionen Región de Magallanes y de la Antártica Chilena, 2 000 km söder om huvudstaden Santiago de Chile. Lago Nordenskjöld ligger 65 meter över havet. Arean är 28,0 kvadratkilometer. Den sträcker sig 9,4 kilometer i nord-sydlig riktning, och 12,8 kilometer i öst-västlig riktning. Sjön har fått sitt namn från den svenska polarutforskaren Otto Nordenskjöld som kom hit under den Svenska expeditionen till Magellansländerna.
Trakten runt Lago Nordenskjöld är nära nog obefolkad, med mindre än två invånare per kvadratkilometer.